# 克里斯蒂安·于恩森·汤姆森
克里斯蒂安·于恩森·汤姆森（Christian Jürgensen Thomsen 1788年12月29日—1865年5月21日）丹麦考古学家、古文物收藏家，丹麦国立博物馆创始人，他建立了系统的文物分类方法，提出石器时代、青铜时代、铁器时代三大段落，为后世的进一步细分奠定基础。